# Cocoto Festival
Cocoto Festival est un jeu vidéo de tir sorti en 2009 sur Wii. Le jeu a été développé par Kylotonn et Neko Entertainment, et édité par Neko Entertainment.
Le jeu est vendu avec un accessoire Wii : un fusil de chasse.